# Lachlan Frear
Lachlan Frear (* 6. Oktober 1996) ist ein neuseeländischer Eishockeyspieler, der seit 2017 erneut bei der Southern Stampede in der New Zealand Ice Hockey League spielt.  

## Karriere
Lachlan Frear begann seine Karriere als Eishockeyspieler bei den Southern Juniors, für die er bis 2014 in der neuseeländischen Juniorenliga NZJEL spielte. In der Spielzeit Saison 2012 wurde er erstmals auch von der Southern Stampede in der New Zealand Ice Hockey League eingesetzt. Gleich in seiner ersten Saison gewann er mit dem Klub aus Queenstown die Hauptrunde der Lige, wurde aber nach einer 5:6-Finalniederlage nach Penaltyschießen gegen die Canterbury Red Devils nur Vizemeister. Drei später konnte er mit dem Team dann durch eine 2:1-Endspielserie gegen denselben Gegner die Meisterschaft erringen. Anschließend wechselte er zum Ligarivalen Dunedin Thunder, kehrte aber bereits nach einem Jahr zur Stampede zurück und gewann mit dem Klub 2017 erneut die Meisterschaft.

### International
Im Juniorenbereich stand Frear für Neuseeland bei den U18-Weltmeisterschaften 2012 und 2013 sowie den U20-Weltmeisterschaften 2014 und 2015 jeweils in der Division III auf dem Eis.
Mit der Herren-Nationalmannschaft nahm er erstmals an der Weltmeisterschaft der Division II 2016 teil.

## Erfolge und Auszeichnungen
- 2015 Neuseeländischer Meister mit der Southern Stampede
- 2017 Neuseeländischer Meister mit der Southern Stampede

## NZIHL-Statistik
(Stand: Ende der Saison 2017)